# 中华路街道 (武汉市)
中华路街街道，是中华人民共和国湖北省武汉市武昌区下辖的一个乡镇级行政单位。

## 行政区划
中华路街街道下辖以下地区：
楚材社区、户部巷社区、都府堤社区、雄楚楼社区、西城壕社区、新华村社区和三道街社区。